# أيوب عسال
أيوب عسال لاعب كرة قدم إنجليزي من أصل مغربي مولود في ميدستون في إنجلترا، ولد في (21 يناير 2002) ، يلعب لصالح نادي الوكرة القطري.

## روابط خارجية
أيوب عسال على موقع قاعدة بيانات كرة القدم.إي يو (الإنجليزية)